# Айсшток

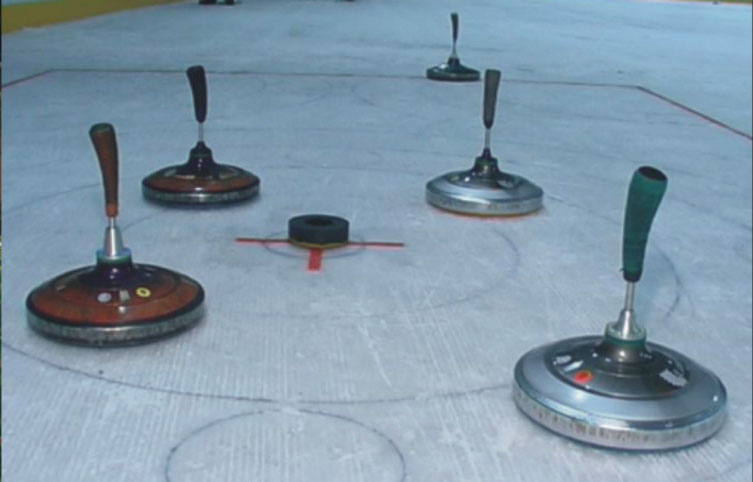

Айсшток (нем. Stockschießen) — командный вид спорта на ледяной площадке. Играющие по очереди бросают на лёд штоки (нем. Eisstock, специальные спортивные снаряды, представляющие собой палку длиной около 30 см, прикреплённую к скользящей поверхности) таким образом, чтобы шток скользил по льду в заданном направлении. Цель игры — кинуть шток так, чтобы он, в зависимости от разновидности игры, либо остановился как можно ближе к мишени (нем. Daube), либо пролетел как можно дальше.
Исторически айсшток развивался в местностях с замерзающими водоемами (Германия, Австрия, Швейцария, Люксембург) и игрался только зимой. В настоящее время это уже не только способ проведения досуга, но и спорт, который имеет свои правила и союзы, и играется круглый год (летом на специальных покрытиях). Проводятся состязания по айсштоку в разных дисциплинах: соревнования команд, броски на дальность и броски на точность.
Существует летняя разновидность айсштока. Игра проводится по тем же правилам, но на асфальте или другом твердом покрытии
Айсшток дважды демонстрировался на зимних Олимпийских играх.